# Yeniyapanşeyhli, Bala
Yeniyapanşeyhli là một xã thuộc huyện Bala, tỉnh Ankara, Thổ Nhĩ Kỳ. Dân số thời điểm năm 2011 là 353 người.